# Arge (Mythologie)
Arge (altgriechisch Ἄργη Árgē) ist in der griechischen Mythologie eine tapfere Jägerin.
Auf der Jagd nach einem Hirsch rief sie laut: „Selbst wenn der Hirsch schneller läuft als die Sonne werde ich ihn einholen.“ Den Sonnengott Helios erzürnte dieses dermaßen, dass er sie in eine Hirschkuh verwandelte. 

## Quelle
- Hyginus Mythographus, Fabulae 205